# كرتون نتورك المحدودة
شركة كرتون نتورك المحدودة (بالإنجليزية: The Cartoon Network, Inc.) هي شركة ترفيه أمريكية متعددة الجنسيات تعمل كوحدة تابعة لشركة وارنر برذرز. ديسكفري. أسسها تيد تيرنر، ومقرها أتلانتا، جورجيا. تشمل قنواتها الرئيسية كرتون نتورك، بوميرانغ، ديسكفري فاميلي، كارتونيتو، أدلت سويم وتونامي. وهي قسم من وارنر برذرز ديسكفري جلوبال لينير نتورك.

## وصلات خارجية
- الموقع الرسمي